# Pitcairnia cofanorum
Pitcairnia cofanorum är en gräsväxtart som beskrevs av José Manuel Manzanares och Walter Till. Pitcairnia cofanorum ingår i släktet Pitcairnia och familjen Bromeliaceae.
Artens utbredningsområde är Ecuador. Inga underarter finns listade i Catalogue of Life.